# Беноа дьо Сен Шама
Беноа дьо Сен Шама (на френски: Benoît de Saint Chamas) е френски писател на произведения в жанра трилър, фентъзи и детска литература, съвместно със съпругата си Еманюел дьо Сен Шама.

## Биография и творчество
Беноа Кабис дьо Сен Шама е роден на 5 май 1970 г. във Франция, в семейството на Ален де Сен Шама и Беатриче де ла Кромпе. Завършва икономика в колежа „Станислас“ и политически науки в Института по политически науки в Париж през 1992 г.
През 1997 г. се жени за Еманюел, с която имат три деца.
От 2000 г. е доцент и преподава в Института за политически науки. В периода 2002 – 2005 г. е съветник на Жан-Франсоа Копе, след това е съветник по международните въпроси на президента на Лувъра и директор на кабинета му. Участва в създаването на новия сайт на музея.
Първата им книга, с Еманюел дьо Сен Шама, трилогията „Contes de l'alphabet“ (Приказки от азбуката) е издадена през 1999 г. Тя става бестселър и получава няколко литературни награди.
През 2010 г. е издаден първият им роман „Колекционерът“ от фентъзи поредицата „Стром“. Тайното общество на рицарите на Необичайното работи за защитата на човечеството в подземията на Лувъра и пази тайната за съществуването на неподозирани светове. Близнаците Рафаел и Рафаела, се обучават за негови членове и се запознават със Стром, колосалната сила мобилизираща неизползваните способности на мозъка. По време на обучението им таен колекционер открадва древен компютър на четири хиляди години, открит в египетска гробница, а в него се крие тяхна снимка с техния кръстник Тристан.
Книгите на писателския тандем са отличени с множество литературни награди, сред които – на Неподкупните, Сент-Екзюпери, Гаврош и Европейската литературна награда.
През 2018 г. писателят е удостоена с отличието Офицер на Френския орден на изкуството.
Беноа дьо Сен Шама живее със семейството си в Париж.

## Произведения

### Самостоятелни романи
- Contes de la Cave (2003)
- Le Puits du diable (2003)
- Une Nuit de Noël (2003)
- Sagesses et Malices des anges et des pauvres diables (2006)
- Le Secret de la Stèle Sacrée (2007)
- L'Inconnue du Louvre (2008)

### Серия „Стром“ (STROM)
1. Le Collectionneur (2010)
Колекционерът, изд.: „Сиела“, София (2012), прев. Веселина Илиева
2. Les Portails d'outre-temps (2011)
Порталите на отвъдното време, изд.: „Сиела“, София (2012), прев. Веселина Илиева
3. La 37e Prophétie (2011)
37-ото пророчество, изд.: „Сиела“, София (2012), прев. Веселина Илиева

- Le démon aux mille visages – La face cachée du Strom (2013)
- Les secrets du STROM, tome 1 – Le Labyrinthe des âmes (2019)

### Детска литература
- Contes de l'alphabet (1999) – в три части
- Contes des six trésors (2006)
- Contes du Grenier (2015)